# Usina Hidrelétrica Capão Preto
A Usina Hidrelétrica Capão Preto é uma usina hidrelétrica localizada no município de  São Carlos (São Paulo) inaugurada em 1911. É gerenciada pela Companhia Paulista de Força e Luz.
Está localizada na Fazenda, junto ao ribeirão dos Negros e rio do Quilombo, e com acesso pela Estrada Municipal Guilherme Scatena até o km, depois pela Estrada Municipal que liga a Fazenda Canchim à Usina Açucareira Ipiranga km 38, e com início no km 235 da SP-310, município de São Carlos, e tem grande importância no desenvolvimento da cidade. Potência nominal total: 5,52 MW.